# فریباماهی نیمه‌ماه
فریباماهی نیمه‌ماه (نام علمی: Sufflamen chrysopterum) نام یک گونه از تیره فریباماهیان است.
فریبا ماهی در اطراف صخره‌ها و تالاب‌های کم عمق زندگی می‌کنند و اغلب در اطراف مرجان‌ها زندگی می‌کنند. این ماهی‌ها از بی مهرگان کوچک تغذیه می‌کنند